# Formazione dei Nazareth
Quella che segue è la lista di tutti i componenti della band Hard rock/Heavy metal Nazareth, dagli esordi fino a oggi.
A partire dal 1968, anno della fondazione, fino al 2023, il gruppo ha visto presenziare nella formazione 12 membri, con il bassista Pete Agnew come unico componente costante.

## Storia
La formazione originale della band era composta dal cantante Dan McCafferty, dal chitarrista Manny Charlton, dal bassista Pete Agnew, e dal batterista Darrell Sweet.
Il primo cambio di formazione si ebbe nel 1980, con l'aggiunta del tastierista Billy Rankin. Nel 1990 Manny Charlton uscì dal gruppo, e venne sostituito da Jimmy Murrison. Nel 1999 Lee Agnew, figlio di Pete, sostituì lo scomparso Darrel Sweet, mentre nel 2015 Carl Sentance sostituì Dan McCafferty, da allora la formazione è rimasta pressoché stabile.
Manny Charlton e Dan McCafferty sono entrambi scomparsi nel 2022.

## Formazione

### Attuale
- Carl Sentance – voce (2015-oggi)
- Jimmy Murrison – chitarra (1994-oggi)
- Pete Agnew – basso (1968-oggi)
- Lee Agnew – batteria (1999-oggi)

### Ex membri
- Linton Osborne - voce (2014-2015)
- Dan McCafferty - voce (1968-2013)
- Darrell Sweet - batteria (1968-1999)
- Billy Rankin - chitarra (1980-1983, 1991-1994), Tastiere (1983-1984)
- Manny Charlton - chitarra (1968-1990)